# All Cheerleaders Die
All Cheerleaders Die és una pel·lícula de terror sobrenatural estatunidenca de 2013 escrita i dirigida per Lucky McKee i Chris Sivertson i protagonitzada per Caitlin Stasey. És una remake del film del mateix nom de l'any 2001. La pel·lícula es va estrenar el 5 de setembre de 2013, en el Festival Internacional de Cinema de Toronto i va tenir un llançament de cinemes limitada al juny de 2014.

## Argument
La pel·lícula s'obre amb Maddy Killian (Caitlin Stasey) filmant a la seva amiga de la infància, Alexis (Felisha Cooper) mentre es prepara per als últims dies de classes abans de les vacances d'estiu i per a animar la pràctica. Es discuteix la importància que té mantenir-se en forma i com ser animadora pot ser perillós, assenyalant que alguns dels més avançats moviments de les animadores fàcilment poden acabar amb lesions greus o mortals. Això demostra ser el cas quan Alexis és llançada en l'aire i els seus companys d'equip no aconsegueixen atrapar-la a temps, la qual cosa provoca la seva mort.
Una vegada que l'escola es reprèn, Maddy decideix que provarà per a l'equip d’animadores i s'espavila per a impressionar a tot l'equip amb les seves habilitats acrobàtiques. Després de ser acceptada, Maddy assenyala que Tracy (Brooke Butler) ha començat a sortir amb Terry (Tom Williamson), un futbolista estrella que havia estat sortint amb Alexis abans de la seva mort. Ella comença a portar-se bé amb les altres animadores, Martha, l'excessivament religiosa i llepafils (Reanin Johannink) i la seva germana tímida, Hanna (Amanda Gracia Cooper), que exerceix com la mascota. Això provoca que l'ex-xicota de Maddy, Leena (Sianoa Smit-McPhee), no pugui entendre per què Maddy voldria estar amb elles. Sense el coneixement de tots els altres, Maddy en realitat s'ha unit a l'equip d'animadores per a venjar-se de Terry per raons encara no especificades.
Maddy comença a prendre la seva venjança per Tracy convencent-la que Terry l'havia enganyat durant l'estiu, i fins i tot se les arregla per a seduir-la amb èxit en una reunió de grup d'animadores i jugadors de futbol. Això perjudica enormement a Leena (que havia estat observant la reunió des de lluny) i Terry, inicia una baralla, i prohibeix als "gossos" (jugadors de futbol) que surtin amb les "gosses" (cheerleaders).
A continuació, colpeja a Tracy en un atac d'ira. Les animadores tracten d'escapar d'un eufòric Terry, només perquè aquest causi un accident que cobra la vida de totes les animadores. Horroritzada pel que ha vist, Leena aconsegueix reviure totes les animadores mortes utilitzant màgia Wicca i pedres màgiques. L'endemà, les noies estan desorientades i espantades, especialment Martha i Hanna, ja que d'alguna manera també han canviat de cossos.
Cap d'elles recorda exactament el que va succeir fins que Leena els ho revela. També estan molt famolenques, que les porta a atacar a un dels veïns de Leena i xuclar tota la seva sang. Les noies després van a escola, on els jugadors de futbol les miren amb incredulitat, ja que ells havien pensat que havien mort. Durant el dia, les animadores trien dels jugadors de futbol, d'un en un, ja sigui per fam o, en el cas de Martha, per ira quan s'adona que la seva germana es va ficar al llit amb el seu nuvi, Manny (Leigh Parker), usant el seu cos.
Mentre que les noies estaven inicialment disposades a treballar juntes, la seva solidaritat es desembolica a causa de les morts del dia i el descobriment del diari en vídeo de Maddy que s'havia unit a les animadores per venjança. Ella tracta d'explicar la seva cruel crítica sobre elles, però cap de les altres l'escoltarà, sobretot Tracy, ja que ella realment havia començat a enamorar-se de Maddy.
L'única persona que escolta és Leena i Maddy li diu que ella havia estat violada per Terry en intentar filmar un vídeo en memòria d'Alexis i que la venjança fins a aquest moment, no havia volgut. Les noies són després recollides una a una per Terry, que ha descobert el que està passant i se les arregla per derrotar-les mitjançant la reducció de les pedres màgiques (que resideixen en els cossos de les noies) i empassar-se-les.
Terry aconsegueix acaparar a Maddy i Leena en un cementiri, on tracta de forçar a Leena de mostrar-li com utilitzar la seva màgia per al seu benefici, només perquè ell mori després que Maddy l'ataca i la màgia de Leena d'alguna manera se les arregla per obligar les pedres a sortir d'ell. Maddy torna a morir com a resultat d'això, però Leena aconsegueix reanimar-la a través del seu propi dolor, el mateix que va causar la resurrecció originàriament. Les dues s'abracen i es besen, només per a trobar a una sagnant Alexis estripant la seva sortida del cadàver de Terry (com havia aterrat en la seva tomba) i cridant el nom de Leena. La pel·lícula després mostra els títols finals, revelant que la pel·lícula és part d'una franquícia i que hi haurà una seqüela.

## Repartiment
- Caitlin Stasey com a Maddy Killian.
- Sianoa Smit-McPhee com a Leena Miller.
- Brooke Butler com a Tracy Bingham.
- Amanda Grace Cooper com a Hanna Popkin.
- Reanin Johannink com a Martha Popkin.
- Tom Williamson com a Terry Stankus.
- Chris Petrovski com a George Shank.
- Leigh Parker com a Manchester 'Manny' Mankiewitz.
- Nicholas S. Morrison com a Ben Fector.
- Jordan Wilson com a Vik De Palma.
- Felisha Cooper com a Alexis Andersen.
- Michael Bowen com a Larry.

## Recepció
Les crítiques de All Cheerleaders Die han estat mixtes i sosté una classificació de 50% "podrit" en Rotten Tomatoes basat en 36 comentaris, amb el consens, "All Cheerleaders Die es proposa subvertir els tropes d'horror, però acaba sent víctima de molts dels mateixos clixés fastigosos dels quals intenta burlar-se". We Got This Covered va apreciar a la pel·lícula per la seva originalitat, i se suma a ella dient "Insensat i artificiós en alguns punts, sens dubte, però All Cheerleaders Die és innegablement embruixada, digne del final que suggereix que hi haurà una futura seqüela a les cartes." Fearnet a més li va donar un comentari positiu, dient: "El que probablement és més divertit de All Cheerleaders Die és que probablement vendrà moltes entrades a joves fans del terror masculins que somriuen amb la idea de cinc súcubes malvats i la promesa d'uns petons lèsbics, quan en realitat són una sàtira molt intel·ligent i subversiva sobre com les dones són (molt) sovint objectivades a les pel·lícules de terror." En contrast, Reel Film va criticat la pel·lícula per ser massa tova i no utilitzar plenament la seva premissa, que l'espectador va sentir creure que tindria.